# Ständige Vertretung der Bundesrepublik Deutschland bei der OECD

Die Ständige Vertretung der Bundesrepublik Deutschland bei der OECD ist die diplomatische Vertretung der Bundesrepublik Deutschland bei der Organisation für wirtschaftliche Zusammenarbeit und Entwicklung mit Sitz in Paris.

## Lage und Gebäude

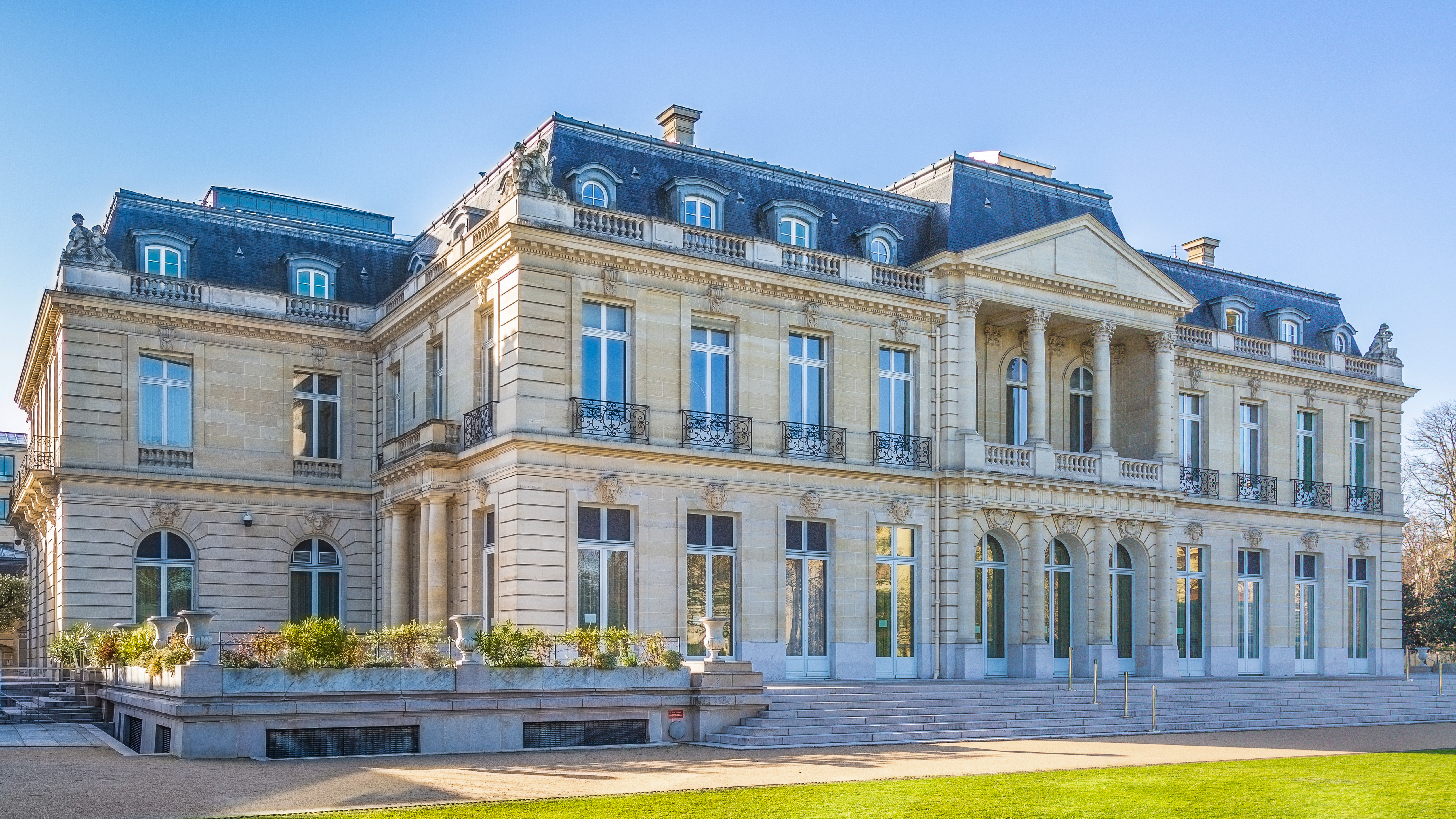
Château de la Muette, Sitz der OECD

Die Ständige Vertretung befindet sich nur wenige hundert Meter vom Hauptsitz der OECD entfernt im 16. Arrondissement der französischen Hauptstadt Paris. Auch zum westlich gelegenen Bois de Boulogne sind es nur wenige hundert Meter. Die Straßenadresse lautet: 9, rue Maspéro, 75116 Paris.
Die Kanzlei der Ständigen Vertretung befindet sich in einem viergeschossigen, schmalen Stadthaus.

## Auftrag und Organisation

Mitgliedstaaten, Beitrittskandidaten und Partner für verstärkte Zusammenarbeit der OECD

Die Ständige Vertretung vertritt die Bundesrepublik Deutschland in der Organisation für wirtschaftliche Zusammenarbeit und Entwicklung und deren Gremien.
Folgende Schwerpunkte werden in der Vertretung bearbeitet:
- Grundsatzfragen der OECD
- Außenbeziehungen
- Bekämpfung von Korruption und Geldwäsche
- Beschäftigung und Soziales
- Bildung
- Energiepolitik
- Entwicklungszusammenarbeit
- Finanz- und Unternehmensangelegenheiten
- Handel
- Industrie
- Öffentliche Verwaltung und Regierungspolitik
- Statistik
- Wirtschaft
- Umwelt und Nachhaltige Entwicklung
- Wissenschaft, Technologie und Innovation[2]

Beobachtet wird die Arbeit der autonomen Teilkörperschaften Entwicklungszentrum, internationales Transportforum, Internationale Energieagentur, Kernenergie-Agentur, Sahel und West Afrika Club sowie Zentrum für Bildungsforschung und Innovation.
Die Vertretung hält engen Kontakt mit dem deutschen Personal bei der OECD und achtet auf einen angemessenen deutschen Personalanteil innerhalb der OECD.
Der Leiter der Vertretung nimmt den deutschen Sitz im Rat der OECD ein. Ferner stellt die Ständige Vertretung die Präsenz im Ständigen Ausschuss und in den Fachausschüssen der Organisation sicher. Sie bereitet die hochrangige Teilnahme deutscher Delegierter in dem Ministerrat der OECD vor.
Sie stimmt sich zudem mit anderen Vertretungen vor Wahlen innerhalb der Organisationen und vor Beschlussfassungen ab. Sie unterstützt die Durchsetzung deutscher Initiativen oder Vorschlägen anderer Mitgliedstaaten, sofern Deutschland diese mitträgt.
Die Leitung der Ständigen Vertretung liegt bei einem Beamten des Auswärtigen Amts. Der Bedeutung entsprechend ist die Leiterstelle in der Besoldungsgruppe B 6 der Bundesbesoldungsordnung eingestuft.

## Geschichte
Die Ständige Vertretung bei der OECD wurde am 1. November 1949 eröffnet.